# Мироновське сільське поселення
Миро́новське сільське поселення (рос. Мироновское сельское поселение) — сільське поселення у складі Шелопугінського району Забайкальського краю Росії.
Адміністративний центр — село Мироново.

## Населення
Населення сільського поселення становить 366 осіб (2019; 462 у 2010, 623 у 2002).

## Склад
До складу сільського поселення входять:
| Населений пункт | Населення, осіб (2002) | Населення, осіб (2010) |
| --------------- | ---------------------- | ---------------------- |
| Богданово, село | 39                     | 22                     |
| Ішикан, село    | 148                    | 112                    |
| Мироново, село  | 377                    | 273                    |
| Некрасово, село | 59                     | 55                     |